# Mark Mendoza
Mark Mendoza, detto The Animal (Long Island, 13 luglio 1955), è un bassista statunitense.
È noto per essere componente dei Twisted Sister dal 1978.

## Carriera
Inizia nel 1976 come bassista dei Dictators, band proto-punk fondata da Ross the Boss.
Nel 1978 si unisce ai Twisted Sister, di cui è tuttora membro.
Negli anni novanta, libero dagli impegni con i Twisted Sister (allora sciolti), entra a far parte per breve periodo dei Blackfoot.